# 141
| [ Edytuj tabelę ] |                          |
| Cesarz Chin       | - 125 Han Shundi 144     |
| Władca Korei      | - 53 T’aejodae 146       |
| Papież            | - 140 Pius I 155         |
| Król Partów       | - 105 Wologazes III 147  |
| Cesarz Rzymu      | - 138 Antoninus Pius 161 |

Rok 141 / CXLI
stulecia: I wiek ~
II wiek ~
III wiek

lata: 131 «
136 «
137 «
138 «
139 «
140 «
141
» 142
» 143
» 144
» 145
» 146
» 151

## Wydarzenia
- Cesarz Antoninus Pius wybudował Świątynię Antonina i Faustyny.

## Zdarzenia astronomiczne
- widoczna kometa Halleya.